# Polo vegetativo
É a parte do ovo onde se concentra a maior parte do vitelo. Em ovos heterolécitos essa região se encontra oposta ao polo animal. O polo vegetativo faz parte de uma célula embrionária, e sempre será encontrado na parte superior do ovo. A polaridade tem uma grande influência sobre a fusão das estruturas embrionárias. De facto, a polaridade do eixo serve como de coordenadas de um sistema geométrico no qual a embriogênese está organizada.

## Função
Tem função nutritiva nos ovos embrionários.